# Souleymane Keïta
Souleymane Keïta (Bamako, 24 de noviembre de 1986) es un futbolista maliense, que se desempeña como mediocampista y que actualmente milita, en el Golden Arrows de la Premier Soccer League de Sudáfrica.

## Clubes
| Club               | País                   | Año         |
| ------------------ | ---------------------- | ----------- |
| Djoliba AC         | Mali                   | 2003 - 2004 |
| Al-Jazira          | Emiratos Árabes Unidos | 2004 - 2005 |
| ES Sétif           | Argelia                | 2005 - 2007 |
| AC Ajaccio         | Francia                | 2007        |
| Al-Arabi           | Catar                  | 2007 - 2009 |
| Al-Kharitiyath     | Catar                  | 2009 - 2010 |
| Sivasspor          | Turquía                | 2010 - 2012 |
| Golden Arrows      | Sudáfrica              | 2012 - 2013 |
| ACS Poli Timișoara | Rumania                | 2013 -      |

## Selección nacional
Ha sido internacional con la Selección de fútbol de Malí, ha jugado 5 partidos internacionales y aún no ha anotado goles.